# Gare de Drangedal
La gare de Drangedal est une gare ferroviaire norvégienne de la ligne du Sørland. se situe dans le village de Prestestranda qui est le centre administratif de la commune de Drangedal. La gare est à 204,96 km d'Oslo. 
Tous les trains, y compris ceux de nuit, s'arrête à Drangedal.